# آرمن زاکاریان
آرمن زاکاریان (ارمنی: Արմեն Զաքարյան؛ زادهٔ ۲۸ سپتامبر ۱۹۸۹) بوکسور اهل روسیه است. وی در مسابقات کشوری و بین‌المللی در مجموع برندهٔ ۲ مدال طلا شده‌است.